# Козель (город)
Козель (нем. Kosel) — община в Германии, в земле Шлезвиг-Гольштейн.
Входит в состав района Рендсбург-Экернфёрде. Подчиняется управлению Шлай. Население составляет 1325 человек (на 31 декабря 2010 года). Занимает площадь 30,00 км².